# Qionghai

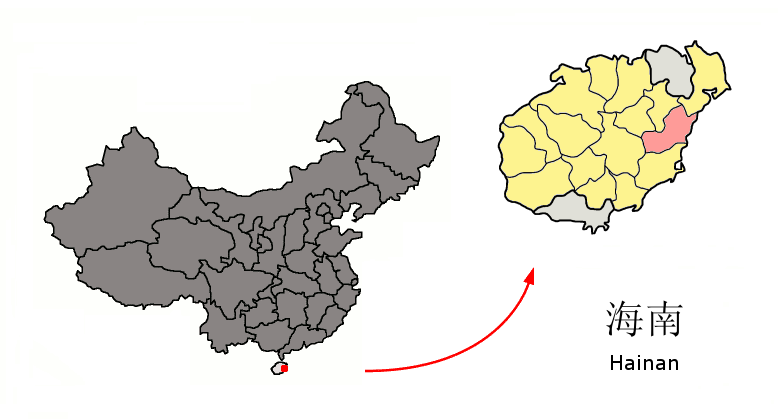
Lage der Stadt Qionghai in Hainan

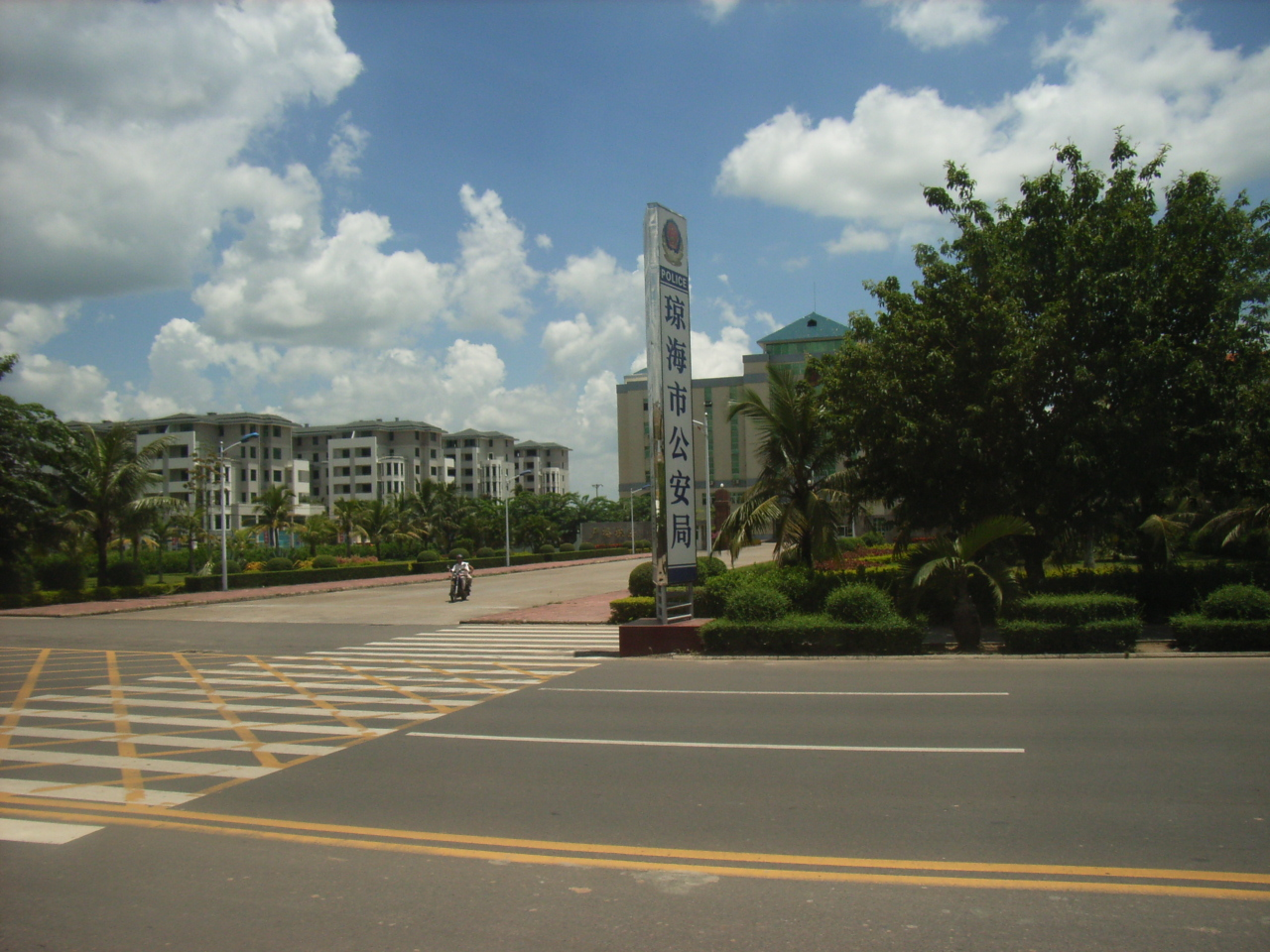
Qionghai: modernes Viertel (Polizeigebäude)

Die Stadt Qionghai (chinesisch 琼海市, Pinyin Qiónghǎi Shì) ist eine kreisfreie Stadt im Osten der chinesischen Inselprovinz Hainan. Qionghai untersteht direkt der Provinzregierung. Die Fläche beträgt 1.694 Quadratkilometer und die Einwohnerzahl 528.238 (Stand: Zensus 2020).
Die Residenz der Familie Cai (Cai jiazhai) in der Großgemeinde Bo’an zählt zu ihren denkmalgeschützten Sehenswürdigkeiten.